# Melville Manse

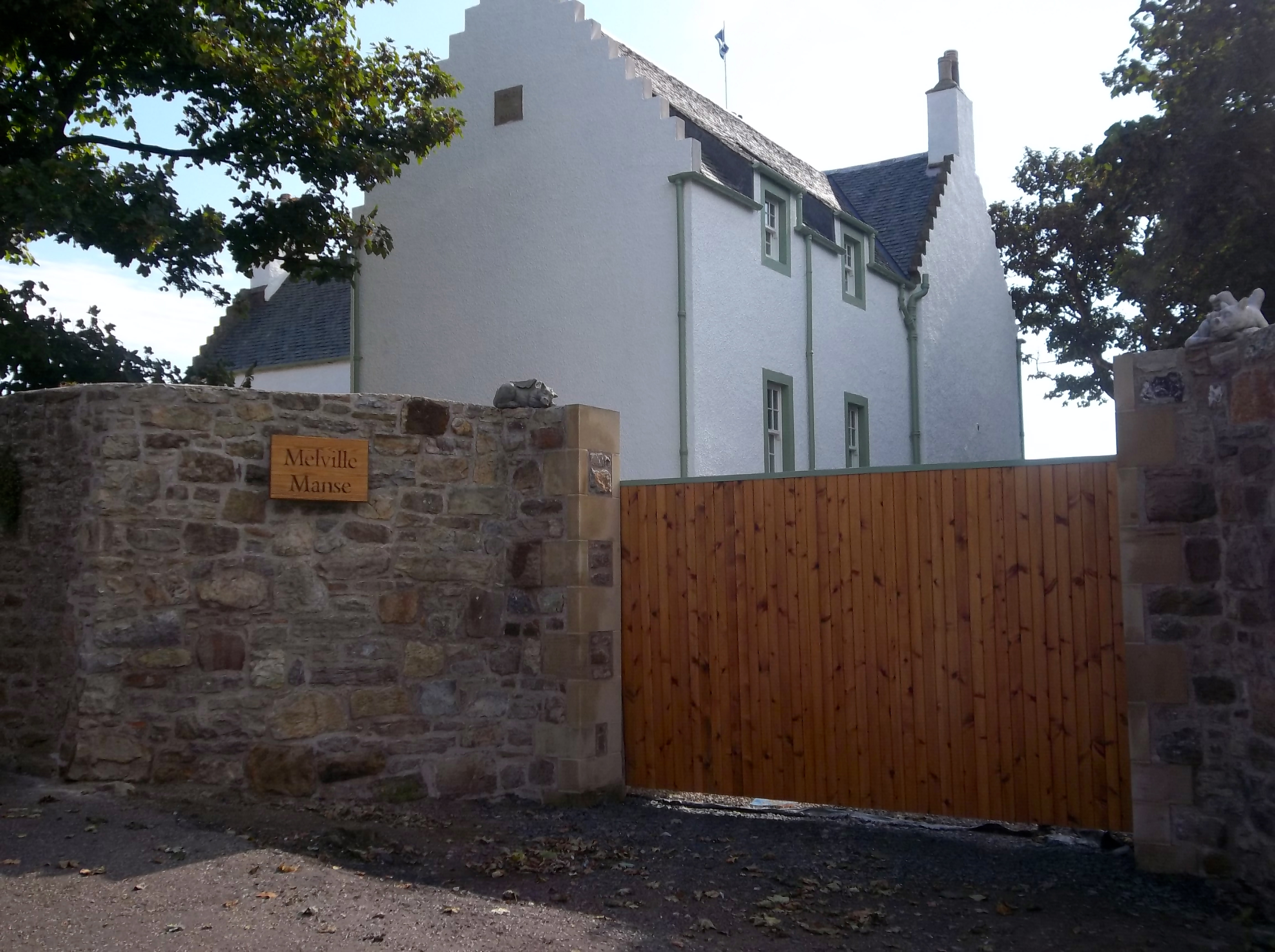
Melville Manse

Die Melville Manse ist ein Pfarrhaus in der schottischen Ortschaft Anstruther in der Council Area Fife. 1972 wurde das Bauwerk als Einzeldenkmal in die schottischen Denkmallisten in der höchsten Denkmalkategorie A aufgenommen.

## Geschichte
Es war James Melville, der in den 1590er Jahren den Erwerb des Grundes zur Errichtung einer Kirche anregte. In diesem Jahr entstand auch die Melville Manse als Pfarrhaus der zukünftigen Kirche. Nach Melvilles Ausweisung unter Jakob VI. stand der Kirchenbau jedoch längere Zeit still. Erst in den 1630er Jahren wurde der Parish Anstruther Easter aus dem Parish Kilrenny abgespalten und die Anstruther Easter Parish Church als Pfarrkirche 1634 erbaut. 1753 und abermals 1864 wurde das Pfarrhaus erweitert. Es handelt sich um eines der ältesten bis heute genutzten Pfarrhäuser Schottlands.

## Beschreibung
Die Melville Manse steht an den Backdykes im Zentrum Anstruthers. Das dreistöckige Gebäude wies ursprünglich einen L-förmigen Grundriss auf. Nach den beiden Erweiterungen ist der Grundriss nun Z-förmig. Seine Fassaden sind mit Harl verputzt mit farblich abgesetzten Natursteineinfassungen. Sämtliche Giebel der schiefergedeckten Satteldächer sind als schlichte Staffelgiebel gestaltet. Am kürzeren ursprünglichen Flügel zeigt eine Platte die Inschrift „THE WATCH TOWER“. Im Innenwinkel kragt ein Treppenturm aus. Die Dachneigung wurde offensichtlich gegen Ende des 18. Jahrhunderts im Zuge der Erneuerung des Dachstuhls verändert.